# ریو ایبانز (شیلی)
ریو ایبانز (به اسپانیایی: Río Ibáñez) یک شهرستان در شیلی است که در General Carrera Province واقع شده‌است. ریو ایبانز ۵٬۹۹۷٫۲ کیلومتر مربع مساحت و ۲٬۲۰۸ نفر جمعیت دارد و ۲۱۸ متر بالاتر از سطح دریا واقع شده‌است.